# Rondeña
Die Rondeña ist eine Form, ein Palo, des Flamenco. Ihrer musikalischen Charakteristik nach ist sie eine Form des Fandango. Sie besitzt zwei Ausprägungen: die gesungene, wohl aus Ronda stammende Rondeña und die für die Konzertgitarre.

## Tonalität
Auf der Gitarre wird die Rondeña in einer sehr eigenen Tonart gespielt: modal über Cis. Die andalusische Kadenz erklingt über Fis. Eine als Rondeña bezeichnete Komposition von Ramón Montoya verlangt das Umstimmen der sechsten Saite auf D und der dritte auf Fis. Gesungen ertönt die Rondeña üblicherweise in Dur.

## Rhythmus
Auf der Gitarre wird die Rondeña im Dreierrhythmus des Fandango gespielt. Gesungen wird sie meist in freier Interpretation, ohne festen Rhythmus.

## Verse
Die Grundform der Strophen sind Vier- oder Fünfzeiler mit jeweils acht Silben pro Zeile und asonanten oder konsonanten Reimen. Sie schildern in der Regel Naturerlebnisse, Liebesgeschichten oder bemerkenswerte Ereignisse.
Als Textbeispiel seien folgende Verse genannt:
Ya no me arrimo a la reja

que me solía asomar,

que me asomo a la ventana

que cae a la soledad

Si me quieres dímelo

y si no me das veneno

sal a la calle y di:

- Yo maté a mi dulce dueño

con veneno que le dí.

(...)
Ich komm nicht mehr nah ans Gitter

hinter dem ich mich zu zeigen pflegte,

hinter dem ich den Kopf aus dem Fenster reckte

das nun verlassen ist.

Wenn du mich liebst, sag es mir

und wenn nicht, gib mir Gift,

lauf auf die Straße und sag:

- Ich tötete meine süße Gebieterin

mit Gift, das ich ihr gab.

(...)

## Geschichte
Die Rondeña war in Andalusien in den ersten Jahrzehnten des 19. Jahrhunderts populär. Davon zeugen unter anderem Schriften von Ramón de Mensonero Romanos, Duque de Rivas, Charles Dembowski und Manuel María de Santa Ana. Sie wurden in Salons und Theatern getanzt, beispielsweise 1847 bei der Einweihung des Gran Teatro del Liceu in Barcelona. Schon der Name deutet darauf hin, dass sie ihre Ursprünge im Bergland von Ronda hat, und fast alle Quellen stimmen in dieser Einschätzung überein.
Vermutlich gegen Ende des 19. Jahrhunderts wurde die Rondeña flamencisiert. Beispielsweise tanzte sie María López, begleitet von José Trianos Gitarre im El Suizo, einem der Cafés cantantes in Sevilla. Heutzutage wird die Rondeña nur noch selten getanzt. Beispielsweise tanzte sie Mario Maya im Programm De la nieve al mar in der Fernsehserie Caminos flamencos. Andere Interpreten waren Meligros Mengibar und Javier Barón bei ihrem gemeinsamen Auftritt anlässlich der Biennale von Sevilla 1992 und Isabel Bayón bei mehreren Anlässen, unter anderem bei ihrem Auftritt bei der Biennale von Sevilla 2002.